# Torrey DeVitto

Torrey Joël DeVitto (Huntington, Nueva York; 8 de junio de 1984) es una actriz, cantante y ex modelo estadounidense. Es conocida por sus papeles como Carrie en la serie de The CW One Tree Hill (2008-09), Melissa Hastings en la serie de Freeform Pretty Little Liars (2010-17), Meredith Fell en la serie de The CW The Vampire Diaries (2012-13), Maggie Hall en la serie de Lifetime Army Wives (2013) y Natalie Manning en la serie de NBC Chicago Med.

## Biografía
Torrey Joel DeVitto nació en Huntington, Nueva York y creció en Fort Salonga, en Long Island y Winter Park. Sus padres son Mary y Liberty DeVitto. Su padre fue batería de Billy Joel durante mucho tiempo. El día del nacimiento de Torrey, Joel estaba actuando en el Wembley Arena e hizo la mención especial antes de comenzar el tema The Longest Time de que la esposa de DeVitto iba a tener un bebé, provocando una gran ovación. DeVitto había ido a tocar la batería en el concierto. Cuando era niña, DeVitto pasaba mucho tiempo de gira con sus padres. Torrey tiene dos hermanas, Devon y Maryelle. Su hermana Maryelle actuaba en la serie de televisión Endurance. 
Asistió a Fort Salonga Elementary School, parte de los Reyes del Distrito Escolar de Central Park. A los seis años, DeVitto tomó lecciones de violín y cuando estaba en cuarto grado, Torrey ha ganado su lugar como el violinista silla de cuarto en una banda de la escuela secundaria. Cuando DeVitto tenía 12 años, interpretó una pieza para violín solo en la casa Christie Brinkley y la boda de Peter Cook. Después de graduarse de Winter Park High School en Winter Park, Florida, pasó su verano en Japón a trabajar como modelo y había pasado antes de tiempo en Chicago.
DeVitto comenzó su carrera trabajando en anuncios, que describió como "un primer paso para llegar al mundo del Cine y la Televisión". Firmó con Ford y la agencia de modelos Avenue One pero en 2002 se dio cuenta de que su futuro no estaba en la moda y optó por seguir su carrera en la interpretación. Fiel a su amor por la música, en 2002 tocó el Violín con la Banda de Tommy Davidson en el Sunset Room, en Hollywood. También tocó el violín en el año 2004 para el álbum Ray Ray de Raphael Saadiq, así como con Stevie Nicks para In Your Dreams, en 2011.
A partir de ese momento, DeVitto siente que la interpretación es su pasión más fuerte y tiene prioridad sobre la Música.
DeVitto coprotagonizó la serie de la ABC Beautiful People, en el papel de la aspirante a modelo Karen Kerr. "Incluso las niñas que no están tratando de ser modelos serán capaces de relacionarse con él", dijo sobre el show. También apareció en 2006 en la tercera secuela de la película Sé lo que hicisteis el último verano, "Siempre sabré lo que hicisteis el último verano", en el papel de Zoe. Ha sido estrella invitada en Drake & Josh, Scrubs, Jack & Bobby y tuvo un pequeño papel en el corto Amor prohibido. Debutó en el cine con un papel en Starcrossed, que trata de hermanos que sienten una atracción sexual mutua. Más tarde se desempeñó como Sierra, la joven actriz de Los Ángeles en Heber Holiday. También formó parte del elenco principal de Green Flash, junto con David Charvet y Kristin Cavallari. Hizo de Phoebe Hilldale en Killer Movie junto con Paul Wesley (Stefan en The Vampire Diaries) y Kaley Cuoco (Penny en The Big Bang Theory), entre otros. Su papel más conocido es el de Carrie en la serie de la CW One Tree Hill durante las temporadas cinco y seis. También hizo una aparición especial en el episodio de CSI: Miami, "Ahora puede matar a la novia" en 2008.
DeVitto participó en el vídeo de Will.I.Am "We are the Ones" para la campaña electoral de Obama. En 2010 DeVitto fue elegida como Melissa Hastings en la serie de televisión Pretty Little Liars, basada en la saga de libros de Sara Shepard. El 10 de noviembre de 2011 DeVitto fue seleccionada para estar en la serie de televisión The Vampire Diaries como Meredith Fell, una joven médica que está fascinada con Alaric cuando se da cuenta de lo rápido que se recupera de una lesión.
 
Su papel más reconocido desde 2015 es, el de la Dra. Natalie Manning en Chicago Med.

También aparece en películas como El rito (película de 2011) interpretando papeles menores, como el de camarera de un bar.

## Vida personal
En 2007, DeVitto comenzó a salir con su coprotagonista de Killer Movie Paul Wesley. Se casaron en una ceremonia privada en Nueva York en abril de 2011. Desde principios de 2012 hasta principios de 2013, DeVitto tuvo un papel recurrente en la serie de The Vampire Diaries, protagonizada por Wesley. Solicitaron el divorcio en julio de 2013. después de dos años de matrimonio. Han decidido separarse amistosamente. Seguirán siendo buenos amigos", confirmó el representante de Wesley a la revista People. El divorcio se finalizó en diciembre de 2013.
Salió con el actor Rick Glassman de 2014 a 2016. Salió con Artem Chigvintsev de 2016 a 2017.
En mayo de 2024, anunció que espera una niña para noviembre.

## Filmografía
| Año  | Título                                    | Personaje       | Notas                   |
| ---- | ----------------------------------------- | --------------- | ----------------------- |
| 2005 | Starcrossed                               | Maura           |                         |
| 2006 | I'll Always Know What You Did Last Summer | Zoe Warner      | Directamente para vídeo |
| 2007 | Heber Holiday                             | Sierra Young    |                         |
| 2008 | Killer Movie                              | Phoebe Hilldale |                         |
| 2008 | Green Flash                               | Mia Fonseca     |                         |
| 2011 | The Rite                                  | Nina            |                         |
| 2012 | Cheesecake Casserole                      | Margo           |                         |
| 2013 | Evidence                                  | LeAnn Hookplat  |                         |
| 2016 | Stevie D                                  | Daria Laurentis |                         |
| 2016 | Amy Makes Three                           | Carla Forrest   | Sin emitir              |
| 2020 | Cold                                      | Ashley          | También productora      |

| Año       | Título                          | Personaje               | Notas                                  |
| --------- | ------------------------------- | ----------------------- | -------------------------------------- |
| 2003      | Dawson's Creek                  | Chica                   | Episodio: «Lovelines»                  |
| 2003      | Scrubs                          | Hermosa chica con perro | Episodios: «My White Whale»            |
| 2005–2007 | Drake & Josh                    | Denise Woods / Tori     | Rol recurrente; 3 episodios            |
| 2005      | The King of Queens              | Traci                   | Episodio: «Cologne Ranger»             |
| 2005      | Jack & Bobby                    | Tiffany                 | Episodio: «Querida Grace»              |
| 2005–2006 | Beautiful People                | Karen Kerr              | Elenco principal; 16 episodios         |
| 2006      | Runaway                         | Soccer Coach            | Episodio: «End Game» (no acreditada)   |
| 2008      | CSI: Miami                      | Kelly Chapman           | Episodio: «You May Now Kill the Bride» |
| 2008–2009 | One Tree Hill                   | Carrie                  | Rol recurrente; 14 episodios           |
| 2009      | Castle                          | Sierra Goodwin          | Episodio: «Inventing the Girl»         |
| 2010–2017 | Pretty Little Liars             | Melissa Hastings        | Papel recurrente; 40 episodios         |
| 2011      | Marcy                           | Torrey                  | Episodio: «Marcy Does Yoga»            |
| 2012      | The Real St. Nick               | Kate                    | Película para televisión               |
| 2012–2013 | The Vampire Diaries             | Meredith Fell           | Papel recurrente; 12 episodios         |
| 2013      | Army Wives                      | Maggie Hall             | Elenco principal; 13 episodios         |
| 2014      | CSI: Crime Scene Investigation  | Susan McDowell / Kitty  | Episodio: «Kitty»                      |
| 2014      | Major Crimes                    | Nicole                  | Episodio: «Acting Out»                 |
| 2014      | Stalker                         | Elaine                  | Episodio: «Pilot»                      |
| 2014      | Best Christmas Party Ever       | Jennie Stanton          | Película para televisión               |
| 2015–2023 | Chicago Med                     | Natalie Manning         | Elenco principal; 121 episodios        |
| 2016–2021 | Chicago P.D.                    | Natalie Manning         | Rol recurrente; 7 episodios            |
| 2017–2021 | Chicago Fire                    | Natalie Manning         | Rol recurrente; 4 episodios            |
| 2019      | Write Before Christmas          | Jessica Winthrop        | Película para televisión               |
| 2021      | The Christmas Promise           | Nicole Graham           | Película para televisión               |
| 2022      | Rip in Time                     | Sarah                   | Película para televisión               |
| 2022      | Twas the Night Before Christmas | Madison Rush            | Película para televisión               |
| 2023      | Love's Greek to Me              | Ilana Elbaz             | Película para televisión               |